# Lunds Studentsångförening

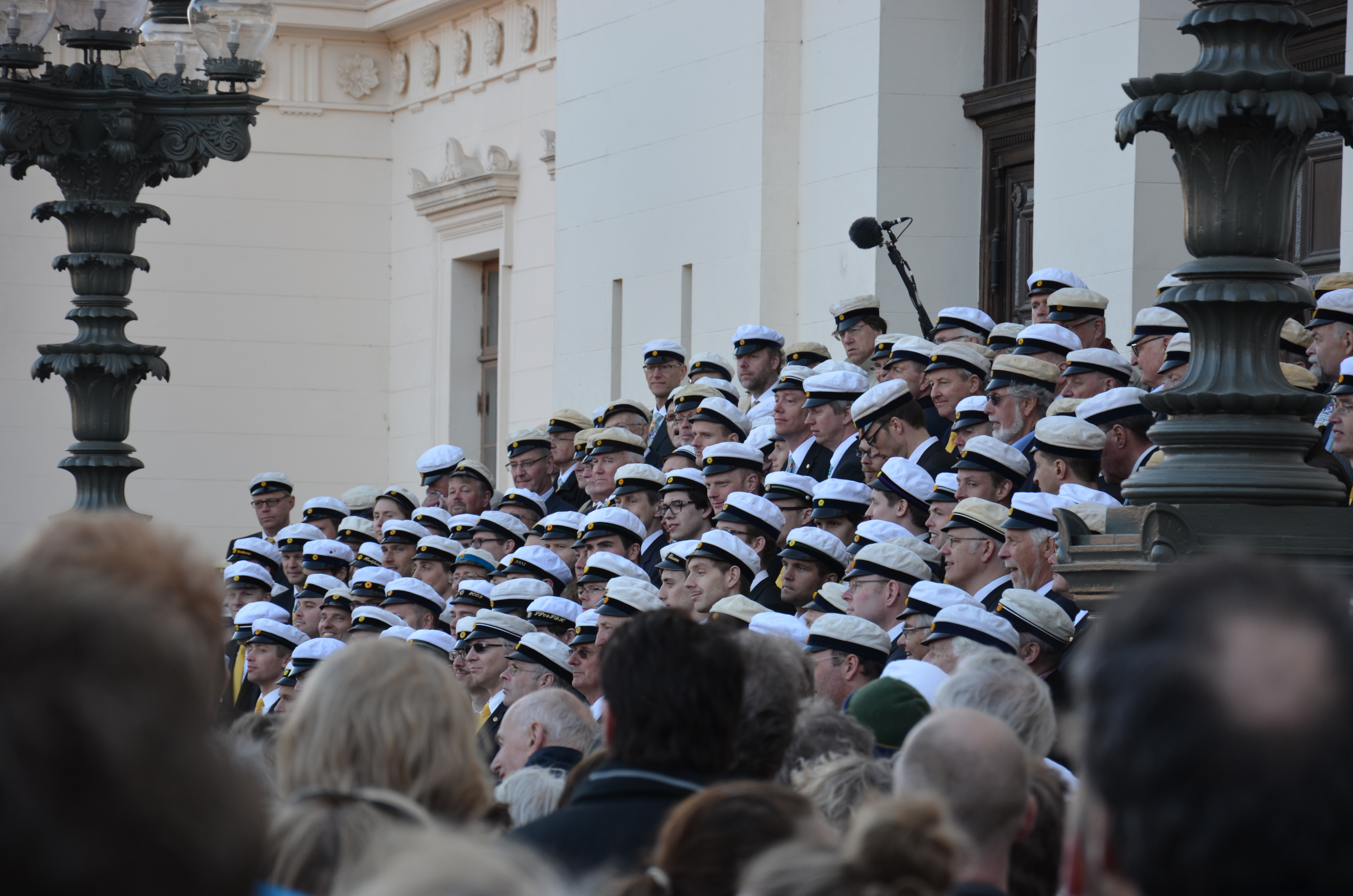
Lunds Studentsångförening i traditionell 1 maj-konsert på trappan till Universitetshuset, direktsänd i TV, 2012.

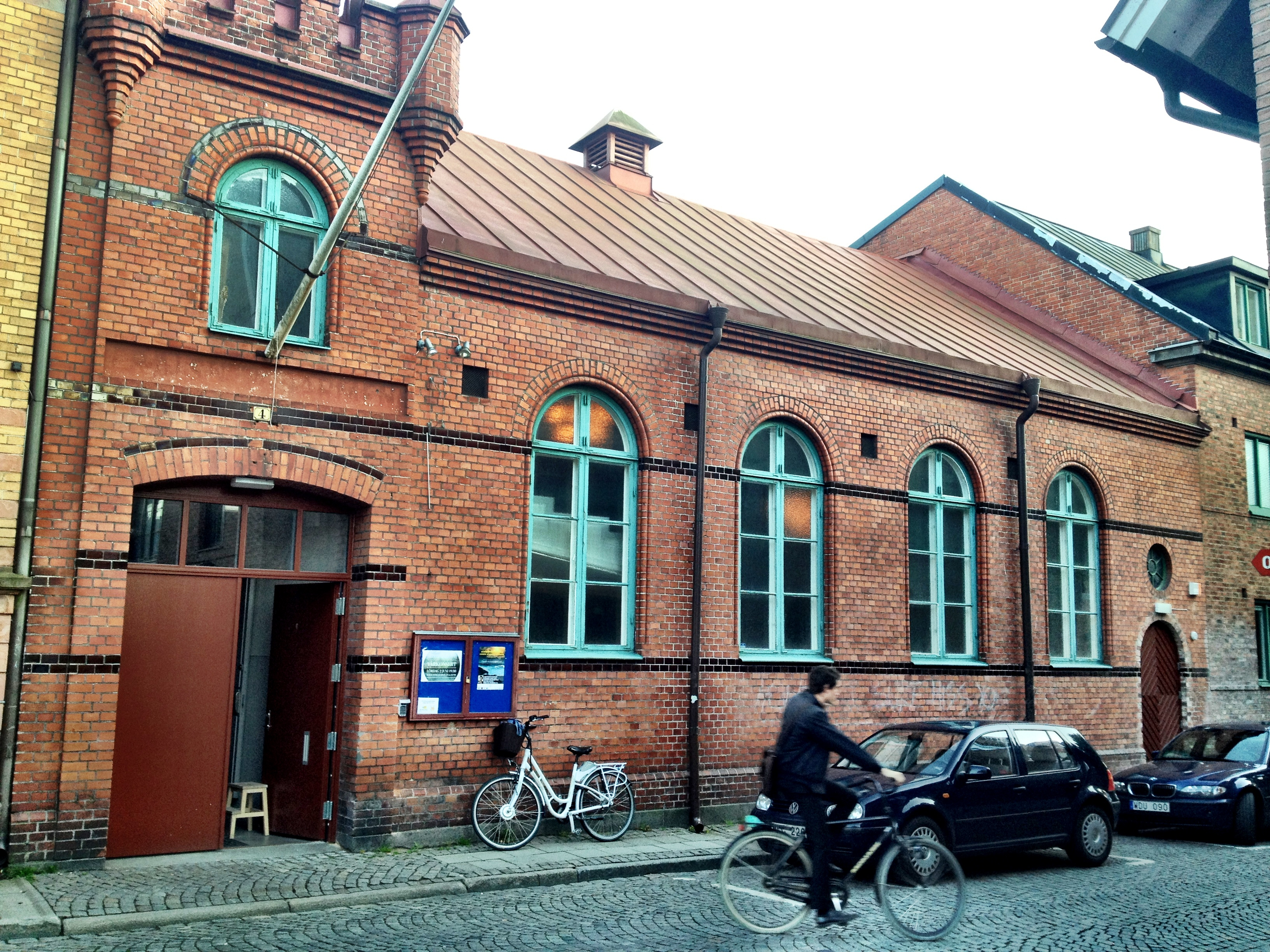
Magle konserthus i Lund, Studentsångföreningens hem sedan 2010.

Lunds Studentsångförening (Lunds Studentsångare, LSS) är en manskör i Lund med dryga 50-talet sångare. Kören marknadsförs som Lunds Studentsångare och kallas ofta enbart för Studentsångarna (en benämning som även Stockholms Studentsångarförbund och Linköpings Studentsångare går under).
Kören anses bildad den 20 november 1831 och är därmed Sveriges näst äldsta ännu aktiva manskör, med "Den Bacchanaliska kören" som äldst då den grundades 1829. Under körens första år leddes den av docenten Sven Lovén med Otto Lindblad som medhjälpare och drivande kraft. Från 1836 tycks Lindblad ha varit ensam ledare. 1838 gav han kören en fastare organisatorisk struktur då de första stadgarna skrevs. Bland senare anförare av kören kan nämnas "Fader" Alfred Berg och Josef Hedar. 
Körens fasta punkt var under 129 år Sångsalen i Akademiska Föreningen. Hösten 2010 lyckades föreningen tack vare en tidigare donation ta över frälsningsarméns gamla lokaler på Magle stora kyrkogata för att där kunna skapa ett nytt, eget hem för föreningen. Lokalen går sedan 2012 under namnet Magle konserthus. Från sin hemmabas i Lund har man givit sig ut på åtskilliga turnéer både inom Sverige och utomlands, däribland två uppmärksammade framträdanden i USA (1904 och 1947). Nationellt torde kören mest vara känd för att tillsammans med tillresta f.d. sångare sjunga in våren den 1 maj på universitetstrappan i Lund. Evenemanget sändes tidigare i Sveriges Television. Från 2006 till 2015 visades Lunds studentsångare hälsar våren årligen i TV4. Från 2016 visas återigen evenemanget i Sveriges Television.
2004 skrev Studentsångarna kontrakt med skivbolaget Naxos och har bland annat gett ut en skiva med vårsånger, Sköna maj och en julskiva, Strålande Jul på bolaget. 
Inför sitt 175-årsjubileum 2006 kungjorde man inrättandet av Sveriges näst största musikpris - Lunds Studentsångförenings solistpris.
Sommaren 2010 reste kören till Kina för medverkan i tävlingen World Choir Games. Där vann kören manskörens klass och kom på en andraplats i klassen för samtida musik. Under resan besökte kören även den svenska paviljongen på Expo 2010 i Shanghai. Under våren 2012 medverkade Lunds Studentsångare i Malmö Operas uppsättning av Richard Wagners musikdrama Parsifal.
Från och med januari 2020 leds Lunds Studentsångare av Christian Schultze.
Lunds Studentsångare fick tillsammans med Den danske studentsangerforening Dansk-svensk kulturfonds kulturpris 2003.

## Diskografi (i urval)
- Alleluia! (Proprius, 1981)
- Lunds Studentsångare sjunger in Våren (BIS, 1982)
- Laulupidu! (Estonian Voice, 1983)
- Requiem For Fallen Soldiers (BIS, 1987) – med Göteborgs symfoniorkester
- DrömAckord (Caprice Records, 1991)
- Sköna maj (Naxos, 2006)
- Strålande Jul (Naxos, 2006)
- In dulci jubilo (Naxos, 2007)
- Choruses for Male Voices and Orchestra (Naxos, 2012) – med Malmö operaorkester och Alberto Hold-Garrido
- Så skimrande var aldrig havet (Naxos, 2014) – med Christer Nerfont, Elin Rombo och Trio X
- Kullervo (Hyperion, 2019) – med BBC Scottish Symphony Orchestra, Thomas Dausgaard, Helena Juntunen och Benjamin Appl
- Sea Fever (Naxos, 2022)